# 柳川堀割物語
柳川堀割物語 е японски документален филм от 1987 година на режисьора Исао Такахата.
Филмът разглежда историята и ролята в живота на хората на гъстата мрежа от канали в град Янагава и усилията на местните жители и общинската администрация за тяхното запазване, почистване и рехабилитиране.
柳川堀割物語 е продуциран от Хаяо Миядзаки с приходите от успешния му филм „Наусика от Долината на вятъра“